# Murcray Heights
Die Murcray Heights sind eine Gruppe markanter und bis zu 3091 m hoher Berge im ostantarktischen Viktorialand. In der Royal Society Range ragen sie am südlichen Ende des Sickle Ridge auf.
Das Advisory Committee on Antarctic Names benannte sie 1994 nach den Brüdern David Guy Murcray (1924–2009) and Frank H. Murcray (1930–1992) von der University of Denver, langjährige Experten für infrarotspektroskopische Untersuchungen in Antarktika.